# Johannes Arnold (Politiker, 1858)
Johannes Arnold (* 14. März 1858 in Berghofen; † 2. Februar 1927 in Biedenkopf) war ein deutscher Kommunalpolitiker und Mitglied des Nassauischen Kommunallandtags des Regierungsbezirks Wiesbaden.

## Leben
Johannes Arnold war der Sohn des Landwirts Konrad Arnold und dessen Ehefrau Katharine Strieder. Nach seiner Schulausbildung absolvierte er eine landwirtschaftliche Ausbildung und übernahm 1904 den Hof von Verwandten zur Bewirtschaftung. Er betätigte sich politisch und wurde 1896 zum Bürgermeister von Berghofen und zum Vorsteher der evangelischen Kreiskirchgemeinde Battenberg gewählt. Beide Ämter übte er bis zu seinem Tode aus.
Von 1901 bis 1924 war er Kreistagsabgeordneter des Kreises Biedenkopf und hier auch Mitglied des Kreisausschusses.
Von 1905 bis 1918 hatte er als Vertreter des Kreises Biedenkopf ein Mandat für den Nassauischen Kommunallandtag des preußischen Regierungsbezirks Wiesbaden.
Dieses Parlament war in den Jahren von 1866 bis 1933 die Volksvertretung im Regierungsbezirk Wiesbaden und hatte zunächst 28 Mitglieder: 4 Standesherren, 2 Vertreter der Großgrundbesitzer und 26 Vertreter aus den elf Kreisen des Regierungsbezirks.